# Іоланда Арагонська
Іоланда Арагонська (фр. Yolande d’Aragon, 1379 (за іншими відомостями 11 серпня 1384, Барселона) — 14 листопада 1442, Сомюр) — номінальна «королева чотирьох королівств» (Арагон, Сицилія, Єрусалим, Неаполь (або, можливо, Кіпр), герцогиня Анжуйська, молодша донька Хуана I Мисливця, короля Арагона та Іоланди де Бар (онучки короля Франції Іоанна Доброго). Брала діяльну участь у зведенні на престол Карла VII Звитяжного, користувалася величезною повагою серед сучасників: зокрема, Бодіньї, хронікер Бургундського дому назвав її на загальне переконання найпрекраснішою та наймудрішою з усіх принцес християнського світу. Людовик XI висловився ще ясніше, наголосивши, що це була жінка з чоловічим серцем. Також її називали «однією з жінок, які зробили Францію».

## Родина

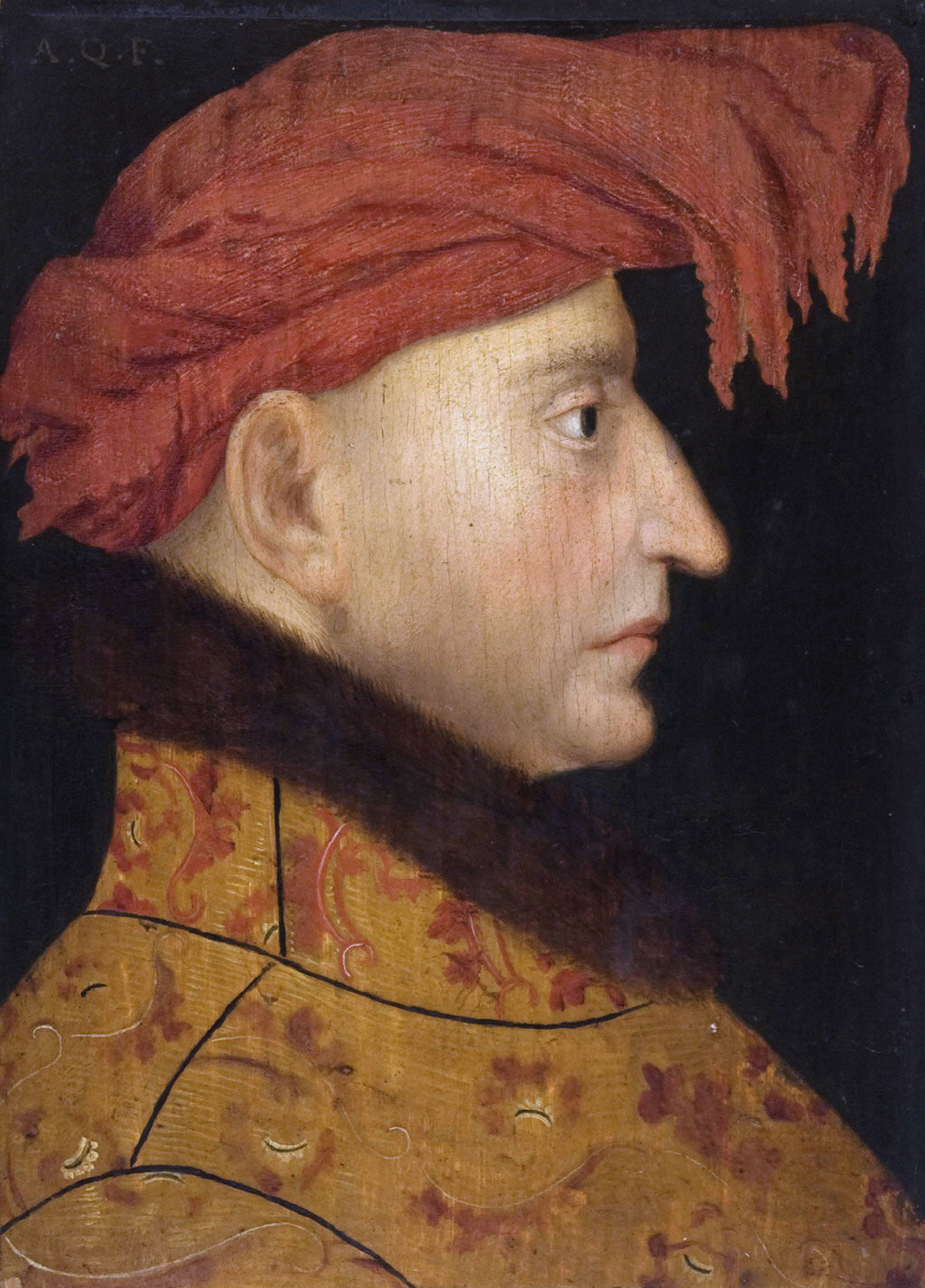
Людовік II Анжуйський, чоловік Іоланди

Молодша з трьох дітей короля Арагону Хуана I, народилася в Сарагосі, навесні 1380 (чи 1384?), була хрещена під ім'ям Віолента (Violenta). Її дідом із боку батька був Педро IV, по матері вона доводилася онуковою племінницею французькому королю Карлу V. Коли їй виповнилося 13 років помер батько. За відсутністю синів, на трон Арагона зійшов молодший брат її батька Мартин. Намагалася добитися собі арагонського трону, але зазнала у цьому невдачу, хоча номінально зберегла титул «королеви» цієї країни, пізніше на арагонський трон намагався претендувати її син Людовик III, але знову ж таки, невдало.
Реальними володіннями Іоланди після одруження були герцогства Анжу та Прованс, протягом коротких проміжків часу її влада поширювалася також на Барське герцогство, графства Турське, Менське і Валуа. Її другий син, Рене Добрий, одружившись з лотаринзькою спадкоємицею Ізабеллою, зумів приєднати Барське герцогство до своїх володінь.

## Шлюб
2 грудня 1400 року в Арлі стала дружиною герцога Людовіка II Анжуйського. У Франції мала титул герцогині Анжуйської, графині Прованської. Людовік Анжуйський значну частину часу проводив в Італії, борючись за трон Неаполя, тоді як його володіннями керувала дружина, здобувши собі репутацію розумної та розважливої правительки. Резиденція королеви знаходилася в Анже, а пізніше — у Сомюрі. У шлюбі з Людовіком Анжуйським народила п'ятеро (за іншими відомостями — шестеро) дітей.

## Участь у долі Франції
Незважаючи на те, що її чоловік Людовик II шукав зближення з Орлеанським домом, 8 грудня 1413 року Іоланда зустрілася в паризькій королівській резиденції Барбетт з правлячою королевою Франції Ізабеллою Баварською і уклала з нею договір про шлюб своєї доньки Марії з третім сином королеви, який на той час носив титул графа Пуатевінського.
Ізабелла, яка хотіла позбутися нелюбого сина, легко погодилася, і як подарунок піднесла Іоланді сім золотих кубків з гербом Арагона. Принц Карл отримав у подарунок від майбутньої тещі графин та золоту чашу.
Заручини були урочисто відсвятковані 18 грудня, і відповідний документ був скріплений підписами дофіна Людовика, герцога Анжуйського, герцога Орлеанського Карла, графа де Вертю і Бернара Арманьяка, після чого Карл оселився в Анже, у майбутньої тещі, яку до смерті шанував як матір та підкорявся їй беззаперечно.
Після перемоги англійців під Азенкуром в 1415 році Анжуйське герцогство опинилося під загрозою, і чоловік Іоланди, Людовик, наполягав на тому, щоб разом з дітьми і зятем вона перебралася до Провансу.

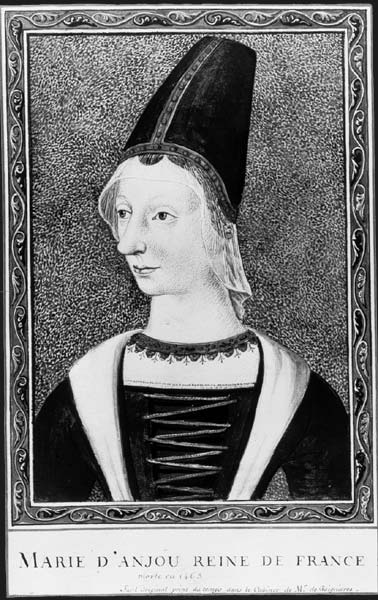
Марія Анжуйська, донька Іоланди, дружина дофіна Карла

1416 року помер старший дофін. 29 квітня 1417 року Людовик II Анжуйський помер від хвороби, незабаром за ним відійшов у вічність і другий старший брат Карла, внаслідок чого той став дофіном Франції, але на всі вимоги королеви Ізабели відправити його до Парижа Іоланда відповіла рішучою відмовою. Зберігся її більш ніж недвозначний лист королеві з цього приводу:
|  | Женщине, которая живёт с любовниками, ребёнок абсолютно не нужен. Не для того я его кормила и воспитывала, чтоб он помер под вашей опекою, как его братья, или вы сделали из него англичанина, как вы сами, или довели до сумасшествия, как его отца. Он останется у меня, а вы, если осмелитесь, попробуйте его отобрать. |

У липні того ж року, зустрівшись з королем Карлом VI Божевільним, Іоланда зуміла отримати від нього указ, в якому його дофін Карл зізнавався законним сином короля, і таким чином, нехай побічно, було підтверджено його права на престол.
Іоланда все ж таки була змушена укласти сепаратний мир з англійцями, але домоглася від них зобов'язання не нападати на її володіння. Як союзник вона спочатку прийняла позицію бургіньйонів (1417—1420), а після підписання угоди в Труа, намагаючись захистити права свого зятя, зійшлася з арманьяками.
З 1422 року брала участь у королівській раді, представляючи в ньому анжуйську партію. Вплинула на слабохарактерного короля. У 1425 році під її впливом конетаблем Франції став Артур де Рішмон, а також був підписаний Сомюрський мир, їй же вдалося залучити на бік короля Жана VI, герцога Бретані, який був старшим братом де Рішмона і водночас батьком майбутнього зятя Іоланди.
У 1427 році герцог Джон Бедфорд, який вважався регентом Франції за юного англійського короля Генріха VI, спробував приєднати Анжу до своїх володінь. Іоланда відреагувала негайно, влаштувавши шлюби своїх дітей із кількома впливовими феодальними родами. Так, її другий син Рене одружився з Ізабеллою, спадкоємицею Лотаринзького герцогства.
В 1428 році надала значну підтримку Жанні д'Арк, що з'явилася в Шиноні. Прихильники легендарних версій подвигу Жанни вважають навіть, що її поява та розмова з королем була виставою, вміло зрежисованою його тещею. Так це чи ні, невідомо, натомість встановлено точно, що оборона Орлеана, утримання армії Жанни, втім, як і шинонського двору, здійснювалися практично на гроші королеви Іоланди.
Після того, як герцог Бретонський порушив договір, його молодший брат впав у немилість і був замінений при шинонському дворі на Жоржа де Ла Тремуя, людини апатичної, жадібної і не наділеної особливими талантами. Королева Іоланда зуміла організувати викрадення і, зрештою, усунення Тремуйля від влади на користь опального Рішмона, після чого короля остаточно оточили розумні, діяльні та вірні Іоланді радники Дюнуа, Брезе та Карл Анжуйський.
Вважається, що Іоланда, колишня патронеса третього ордена францисканців, широко використовувала їх у ролі шпигунів, їй же приписується винахід «летючого ескадрону кохання», пізніше з успіхом використаного неодноразово Катериною Медічі — кількох вірних, розумних і вельми привабливих фрейлін за необхідності використовували як коханок й одночасно шпигунок при бретонському та лотаринзькому дворах.
У 1434 році вона втратила свого старшого сина Людовика III Анжуйського. Замість нього герцогство прийняв другий син Рене, викуплений матір'ю з бургундського полону. Також вважається, що вона подбала, щоб королівською фавориткою стала Агнеса Сорель .
Іоланда померла 14 грудня 1443 року в Сомюрі на 59-му році життя та була похована в Анжері в церкві Сен-Моріс. У своєму заповіті залишила значні суми на відновлення зруйнованої війною Франції.

## Родина
Чоловік — Людовик II, король Неаполя
Діти:
- Людовик III Анжуйський (1403—1434) — герцог Анжуйський;
- Марія (1404—1463) — королева Франції, дружина Карла VII Звитяжного;
- Ще одна донька, ім'я якої невідоме. Передбачається, що народилася в 1406 році і померла в ранньому дитинстві;
- Рене Добрий (1408—1480) — успадкував Анжуйське герцогство після брата;
- Іоланда (1412—1440) — дружина Франциска Бретанського;
- Карл Менський (1414—1472) — граф Мена.

## Образ у літературі та мистецтві
- У фільмі « Жанна д'Арк» (1999) роль Іоланди зіграла Фей Данавей. Показана інтриганкою та однією з підбурювальниць до зради Жанни д'Арк французьким двором.
- Іоланда Арагонська є одним із дійових осіб циклу історико-пригодницьких романів «Катрін» Жюльєтти Бенцоні, який був екранізований на французькому телебаченні в 1986 році у вигляді однойменного міні-серіалу, в якому роль королеви Іоланди Арагонської зіграла французька актриса Женев'єва Казиль.
- Іоланді Арагонській присвячений роман принцеси Кентської «Королева чотирьох королівств», також вона згадується в романі автора «Агнеса Сорель — володарка краси».